# 5241 Beeson
5241 Beeson è un asteroide della fascia principale. Scoperto nel 1990, presenta un'orbita caratterizzata da un semiasse maggiore pari a 3,1223687 UA e da un'eccentricità di 0,1845580, inclinata di 3,70239° rispetto all'eclittica.